# Estadio La Corregidora
Het Estadio Corregidora is een stadion in Querétaro, Mexico. Het stadion is vernoemd naar een heldin uit de Mexicaanse Onafhankelijkheidsoorlog, Josefa Ortiz de Domínguez ("La Corregidora"). In het stadion kunnen 33.162 toeschouwers. Het ligt aan de rand van stad Querétaro. Het stadion wordt vooral gebruikt voor voetbalwedstrijden. Querétaro FC speelt hier zijn thuiswedstrijden.

## WK-interlands
In 1986 werd dit stadion een van de gaststadions op het Wereldkampioenschap voetbal 1986. Op dit toernooi werden in dit stadion 3 groepswedstrijden gehouden. Daarna werd hier ook nog de kwartfinale tussen Denemarken en Spanje gespeeld. Ook het wereldkampioenschap voetbal onder 17 werd hier gespeeld in 2011. Er werden zes groepswedstrijden, twee achtste finales en een kwartfinale gespeeld in dit stadion.
| № | Datum        | Wedstrijd                   | Uitslag | Competitie            | Toeschouwers |
| - | ------------ | --------------------------- | ------- | --------------------- | ------------ |
| 1 | 4 juni 1986  | Uruguay – West-Duitsland    | 1 – 1   | WK 1986 – Groep E     | 30.500       |
| 2 | 8 juni 1986  | West-Duitsland – Schotland  | 2 – 1   | WK 1986 – Groep E     | 30.000       |
| 3 | 13 juni 1986 | Denemarken – West-Duitsland | 2 – 0   | WK 1986 – Groep E     | 36.000       |
| 4 | 18 juni 1986 | Denemarken – Spanje         | 1 – 5   | WK 1986 – Kwartfinale | 38.500       |

## Rellen
Op 5 maart 2022 waren er rellen in dit stadion tijdens de voetbalwedstrijd tussen Querétaro FC en Atlas Fútbol Club. Fans gingen elkaar te lijf na een doelpunt van Atlas. Toeschouwers vluchtten het veld op om te ontkomen aan de rellen. Er zijn tientallen mensen gewond geraakt en lokale media spraken van mensen die zijn overleden. Buiten het stadion is ook gevochten. De Mexicaanse voetbalbond besloot alle wedstrijden dat weekend te schrappen. De regering van de deelstaat Queretaro deelde op 6 maart mee dat er geen dodelijke slachtoffers waren maar dat er nog zeven gewonden in ziekenhuizen opgenomen waren, waarvan vier ernstig gewond.  Een vijftal functionarissen, verantwoordelijk voor openbare veiligheid, waren ontslagen en de contracten met een zestal bedrijven gerelateerd aan beveiliging, waren geannuleerd. Op 8 maart deelde de mexicaanse voetbalbond mee dat er gedurende een jaar geen publiek wordt toegelaten tot wedstrijden in het stadion.
Estadio Azteca (Mexico-Stad) · Estadio Olímpico Universitario (Mexico-Stad) · Estadio Universitario (San Nicolás de los Garza) · Estadio Tecnológico (Monterrey) · Estadio Jalisco (Guadalajara) · Estadio Tres de Marzo (Guadalajara) · Estadio Cuauhtémoc (Puebla) · Estadio Nemesio Díez (Toluca) · Estadio Nou Camp (León) · Estadio Sergio León Chávez (Irapuato) · Estadio La Corregidora (Querétaro) · Estadio Neza 86 (Nezahualcóyotl)